# 太海漁港
太海漁港（ふとみぎょこう）は、千葉県鴨川市太海浜にある漁港。鴨川市が管理する第2種漁港で、港湾としての正式名称は「浜波太漁港」（はまなぶとぎょこう）。

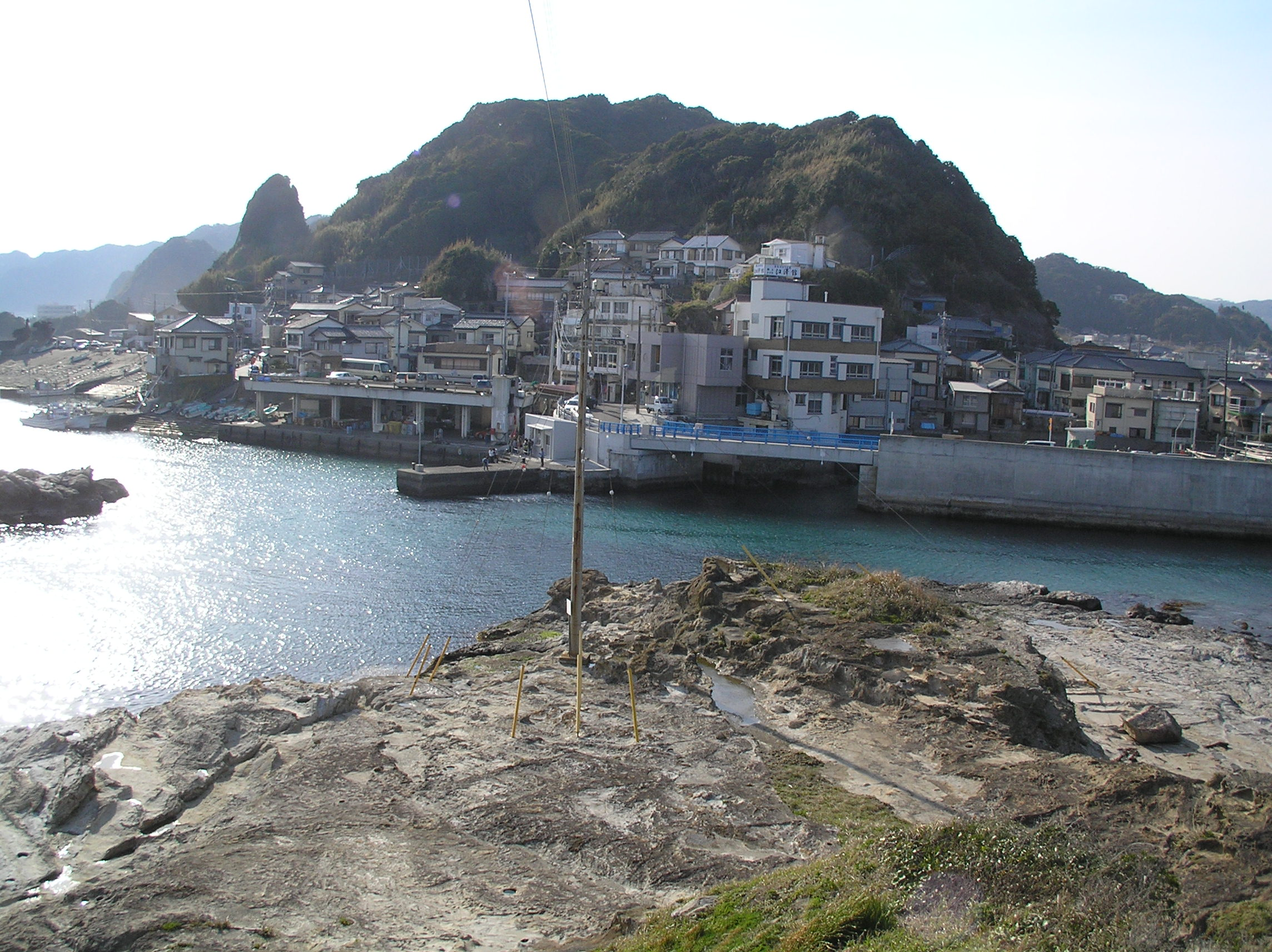
太海漁港全景（仁右衛門島より）

## 概要

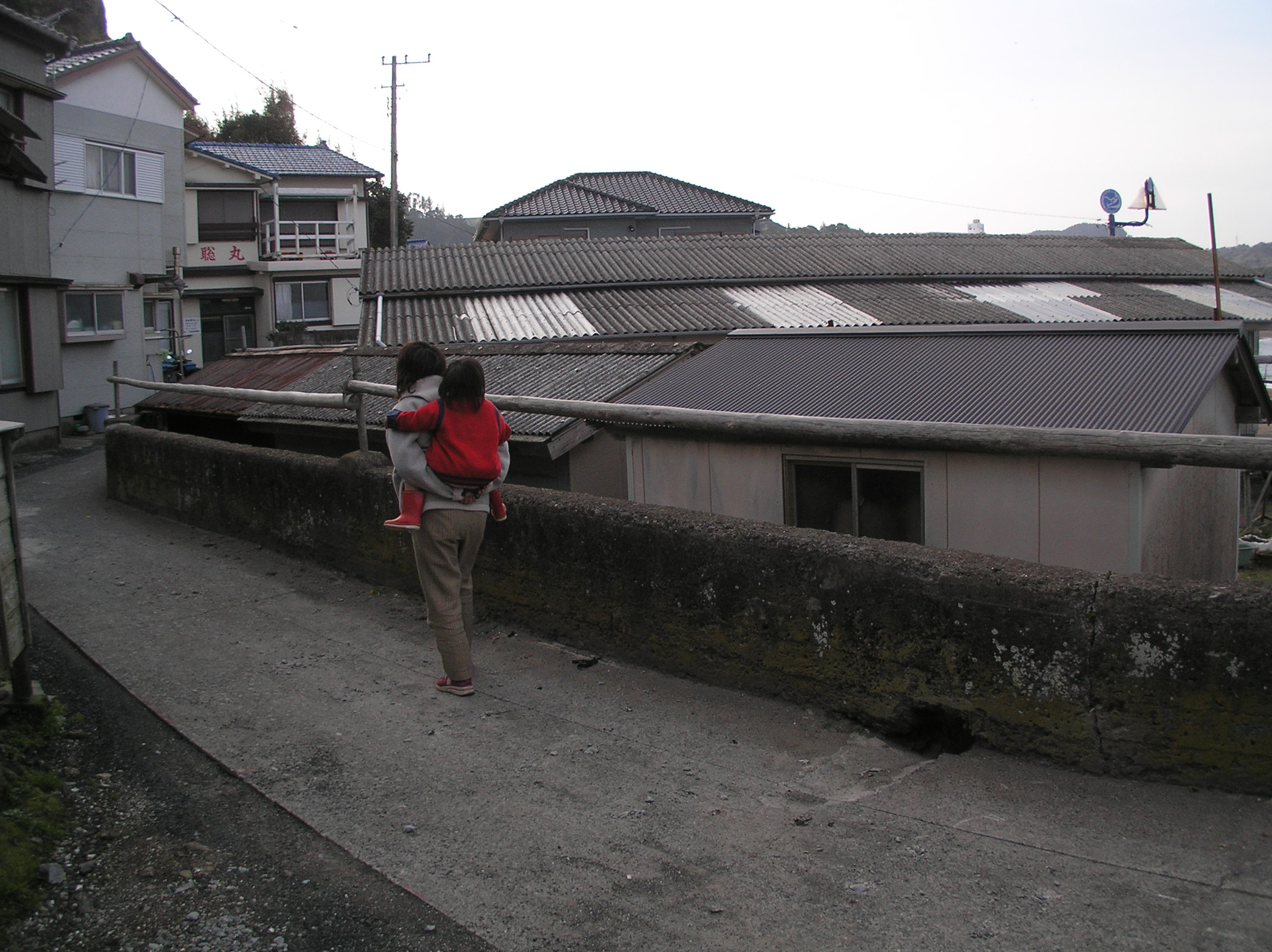
太海浜の風景

房総半島南部に位置し、黒潮を眼前に控え、小さい漁港ながら古くより好漁場を持つ漁港として栄えた。江戸時代には漁獲物を江戸の市場へ輸送するための速度の速い押送船も存在したと伝えられる。特にイワシやカツオ漁が盛んであった。海岸の磯は、アワビの好漁場でもあり、高い漁獲量を誇った。明治時代には鈴木松五郎が水産加工に尽力し、太海産のかつお節は、「太海武士」の異名をとるほどに名をとどろかせた。現在もその伝統を受け継ぎ、かつお節は名産となっている。
漁港のすぐ沖約50ｍには、観光名所の仁右衛門島があり、渡し舟が漁港から往復している。

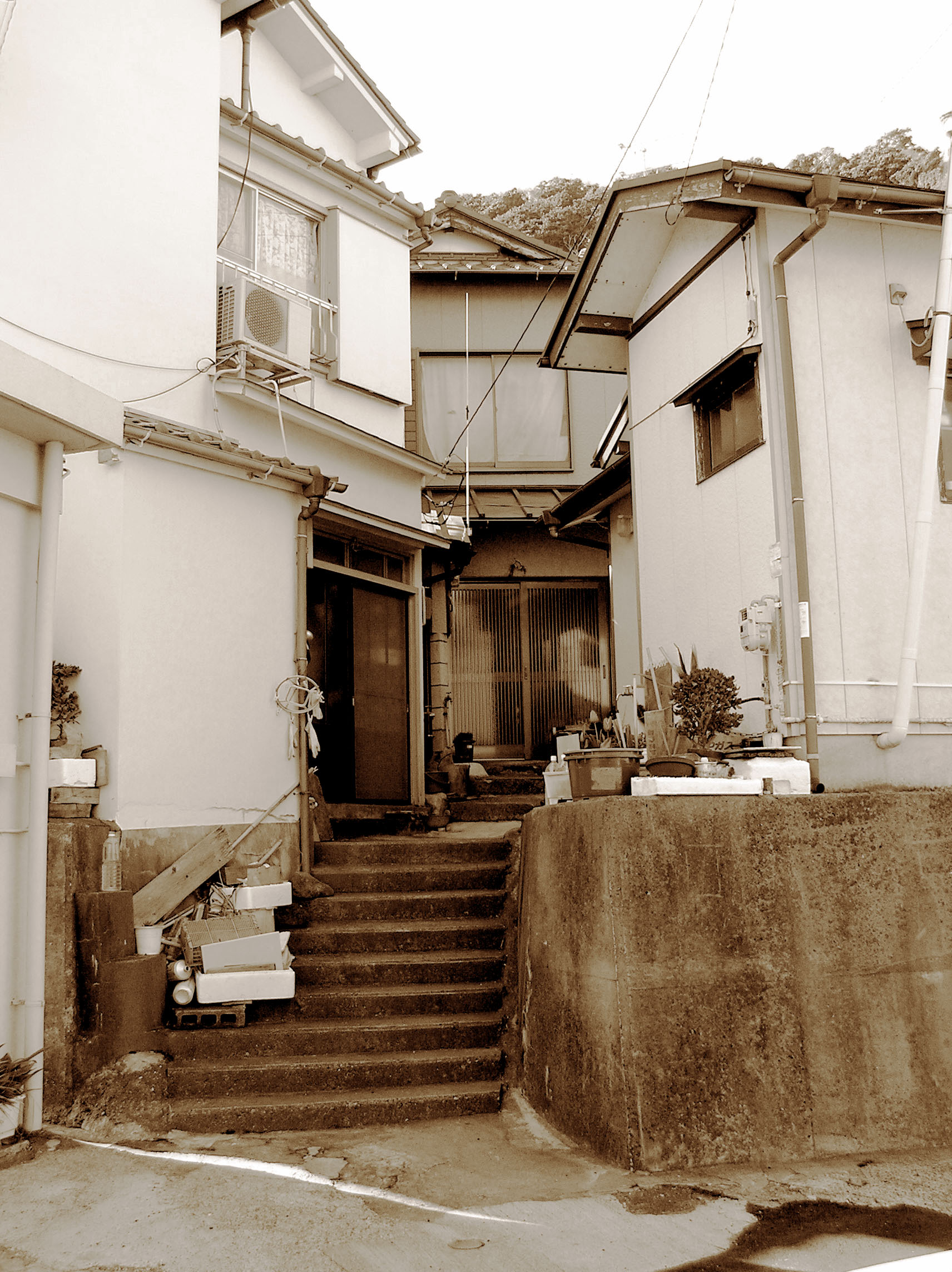
つげ義春「ねじ式」に描かれた場所。

太海浜の漁村は、背後に急峻な小山が屹立している丘陵地帯であり、仁右衛門島から眺めるとその独自の地形と異様な雰囲気が確認できる。この独特の地形のため、漁村は狭い路地が複雑に入り組み、狭い石段や急坂をはさんで小さな家屋がひしめき合い、迷路の様相を示す。古めかしい旅館のあるとおりもあり、時代から取り残されたような景観を残す。

## 作品の舞台
- つげ義春の映画化もされた代表作「ねじ式」のモデルのなった場所としても知られる。特に、作中で主人公の少年が狐の面をつけた子供の運転する蒸気機関車に乗せられ、隣村へ行くつもりがもとの村へ連れ戻される場面とほぼ同一の場所が現在も残り、見学者が後を絶たない[1]。ほかにも少年がイシャを求めてさ迷い歩く漁村によく似た軒の低い家屋や小屋が建ち並ぶ海岸沿いの場所などが各所に散見される。
- 1932年（昭和6年）、安井曾太郎は、太海浜の海辺の宿「江澤館」の4階一室からの眺望を好み、人すら近づけず眼下の海の風景を描くことに没頭した。代表作の「外房風景」はこうして生まれ、第18回二科展に出品された。現在、「外房風景」は大原美術館に収蔵されている[2]。

## ギャラリー

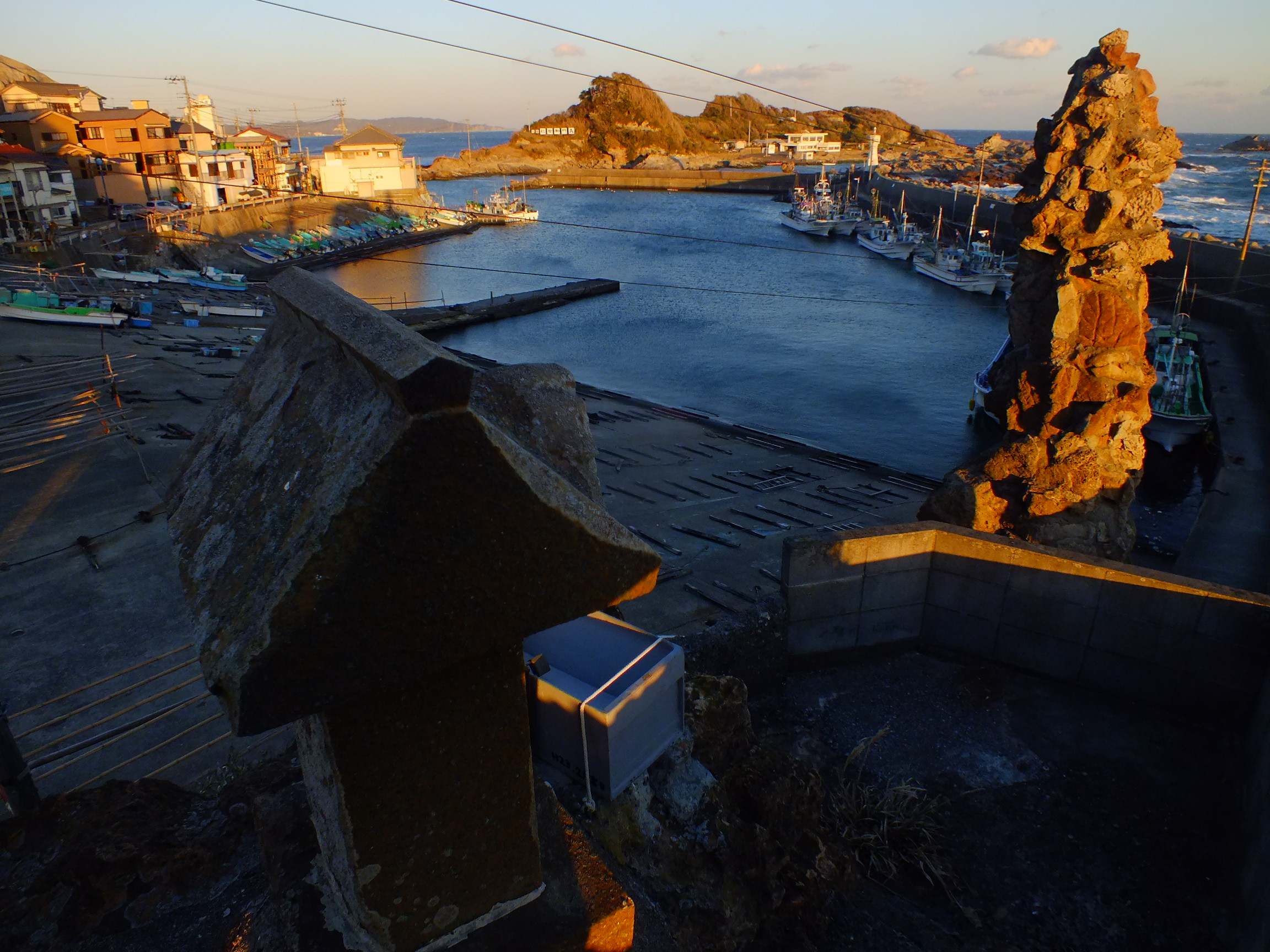
太海漁港（浜波太漁港）全景。
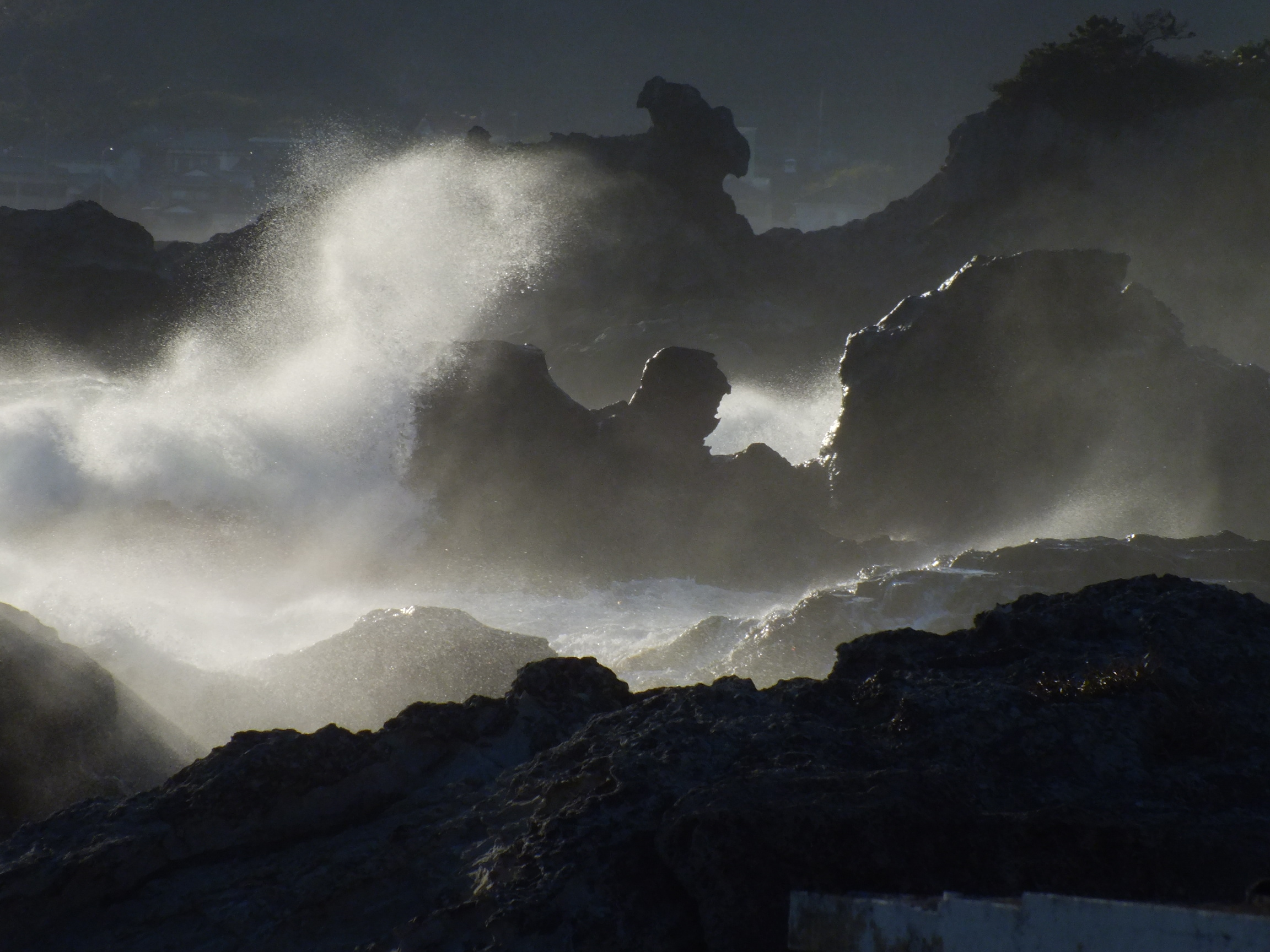
奇岩が連続する海岸。
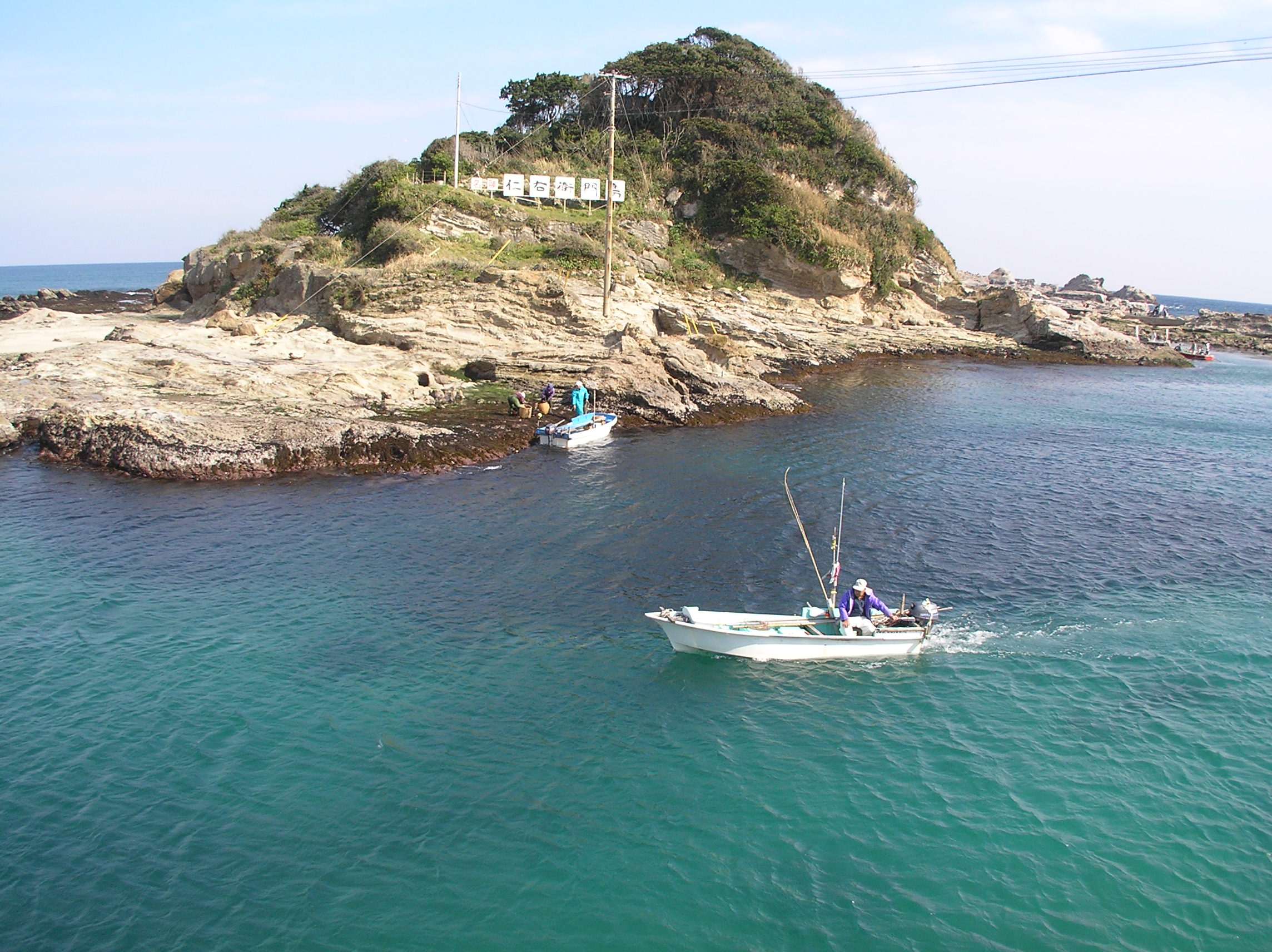
仁右衛門島。
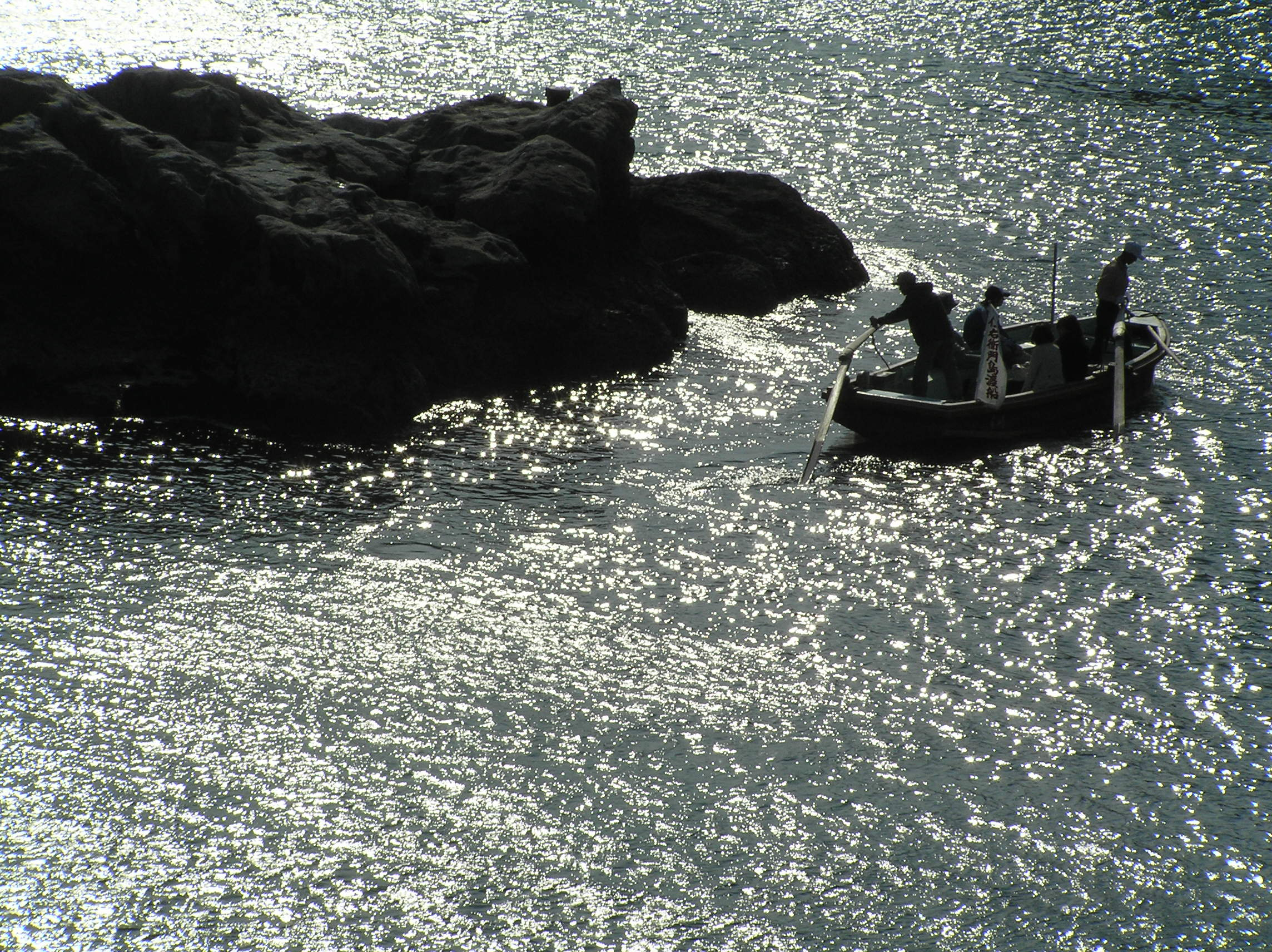
仁右衛門島への渡し舟。
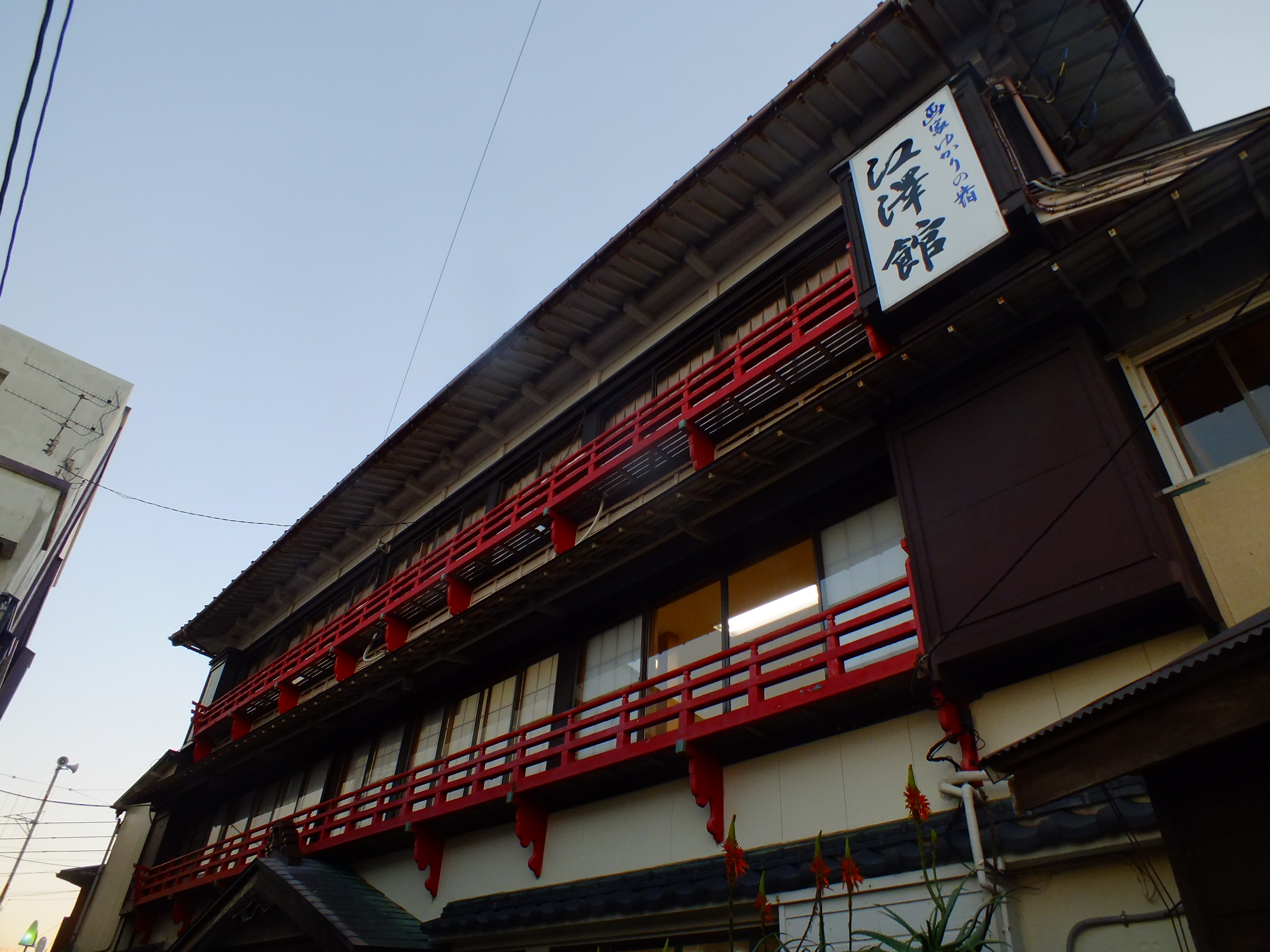
安井曾太郎、つげ義春などが宿泊した「江澤館」。

## 周辺情報
- 太海フラワーセンター
- 仁右衛門島

## 参考サイト
- 花海街道 館山市経済観光部観光みなと課